# Callichroma batesi
Callichroma batesi é uma espécie de coleóptero da tribo Callichromatini (Cerambycinae); com distribuição na América Central.